# فالنتين سيلفيستروف

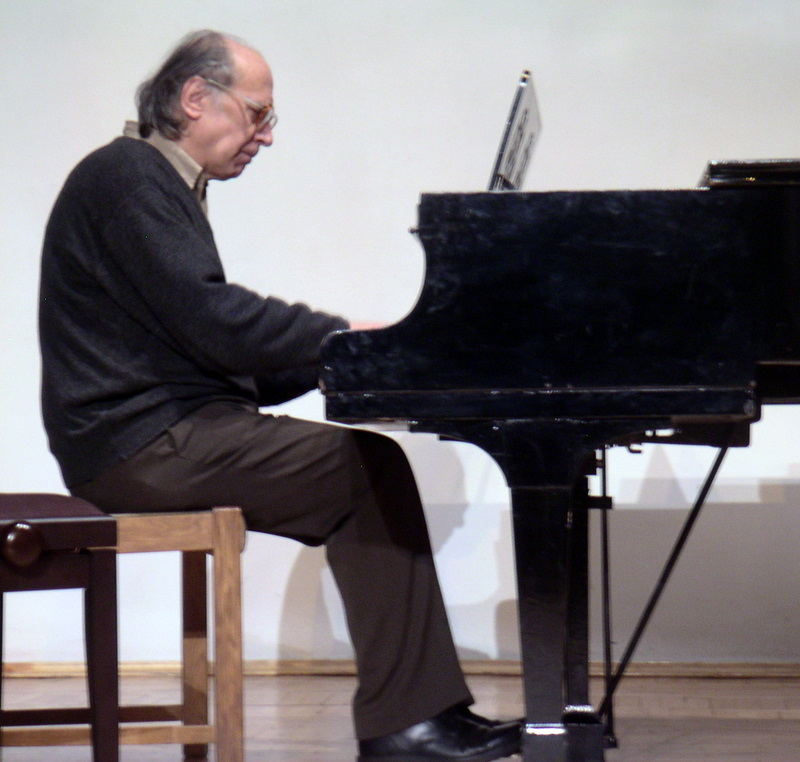
فالنتين سيلفستروف

فالنتين فاسيليوفيتش سيلفستروف ((بالأوكرانية: Валенти́н Васи́льович Сильве́стров) هو ملحن وعازف بيانو أوكراني   من مواليد 1937 في كييف (جمهورية أوكرانيا الاشتراكية السوفياتية)، ويعزف الموسيقى الكلاسيكية المعاصرة.

## السيرة الذاتية

### البدايات
ولد سيلفستروف في 30 سبتمبر 1937 في كييف، أوكرانيا.  حيث بدأ دروس الموسيقى الخاصة في سن الخامسة عشر، ثم أعطى دروس العزف على البيانو في مدرسة كييف للموسيقى المسائية من 1955 إلى 1958، ثم في معهد كييف الموسيقي من العام 1958 حتى 1964، كما قام بالتأليف الموسيقي بإشراف بوريس لياتوشينسكي، ونسق التأليف والتلحين ليفكو ريفوتسكي

### النمط الموسيقي
اشتهر سيلفستروف بأسلوبه الموسيقي ما بعد الحداثي. حيث يمكن اعتبار بعض أعماله، إن لم يكن معظمها، كلاسيكية جديدة وما بعد الحداثة. باستخدام النغمات والتقنيات التقليدية، لكن سيلفستروف يخلق نسيجًا فريدًا ودقيقًا من الأنغام الدرامية والعاطفية، وهي صفات يقترح أنه يتم التضحية بها في كثير من الموسيقى المعاصرة
| فالنتين سيلفيستروف | أنا لا أكتب موسيقى جديدة. إن موسيقاي هي استجابة لما هو موجود بالفعل وصدى له | فالنتين سيلفيستروف |

في عام 1974، وتحت الضغط للالتزام بالمبادئ الرسمية للواقعية الاشتراكية والحداثة العصرية، وكذلك للاعتذار عن انسحابه من اجتماع الملحنين احتجاجًا على غزو الاتحاد السوفيتي لتشيكوسلوفاكيا،  اختار سيلفستروف الانسحاب من دائرة الضوء. في هذه الفترة بدأ يرفض أسلوبه الحداثي السابق. بدلاً من ذلك، قام بتأليف الأغاني الهادئة (Тихі Пісні (1977)) وهي دورة تهدف إلى عزفها على انفراد. في وقت لاحق، بعد سقوط الاتحاد السوفيتي، بدأ أيضًا في تأليف أعمال روحية ودينية متأثرة بأسلوب الموسيقى الليتورجية الروسية والأوكرانية الأرثوذكسية. تتبع سيلفستروف رفضه النهائي للطليعة إلى السنوات التي قضاها في معهد كييف الموسيقي. عندما قدم له أحد أعماله الراديكالية سأله لياتوشينسكي: «هل تحب هذا؟»، وبينما أجاب بالإيجاب «هذا السؤال أصبح متأصلًا في روحي».
السيمفونية رقم 5 لسيلفستروف (1980-1982)، ينظر فيها البعض  لتكون تحفته، يمكن اعتبارها بمثابة خاتمة أو كودا مستوحاة من موسيقى الملحنين الرومانسيين الراحلين أمثال غوستاف مالر. «من خلال وعينا الفني المتقدم، هناك عدد أقل وأقل من النصوص الممكنة والتي، من الناحية المجازية، تبدأ 'من البداية'، ما يعنيه هذا ليس نهاية الموسيقى كفن، بل نهاية الموسيقى، وهي نهاية يمكن أن تستمر فيها لفترة طويلة. إن الحياة الهائلة ممكنة في منطقة الكودا».دورة سيلفستروف الأخيرة للكمان والبيانو، ألحان المثيلات (Мелодії Миттєвостей) وهي مجموعة من سبعة أعمال تتألف من 22 حركة يتم عزفها بالتسلسل (وتستمر حوالي 70 دقيقة)، هي عاطفية ومراوغة - يصفها الملحن بأنها «ألحان [ ...] على الحد الفاصل بين ظهورهم واختفائهم».

## الأعمال الرئيسية
تشمل الأعمال الرئيسية والمنشورة لسيلفستروف تسع سيمفونيات، وحركات للبيانو والأوركسترا، وقطع متنوعة لأوركسترا الحجرة، وثلاث رباعيات وترية، وخماسية بيانو، وثلاثة سوناتات بيانو، ومقطوعات بيانو أخرى، وموسيقى الحجرة، وموسيقى صوتية (كانتاتا، وأغاني، إلخ) بعض أعماله البارزة هي:
- بيانو سوناتينا (1960، تمت مراجعته عام 1965)
- Quartetto Piccolo للرباعية الوترية (1961)
- السمفونية رقم 1 (1963، منقحة 1974)
- ميستيريوم لفلوت ألتو وست مجموعات قرع (1964)
- أطياف لأوركسترا الحجرة (1965)
- مونوديا للبيانو والأوركسترا (1965)
- السيمفونية رقم 2 للفلوت والتيمباني والبيانو وأوركسترا الوتر (1965)
- السمفونية رقم 3 «إسكاتوفوني» (1966)
- قصيدة لذكرى بوريس لياتوشينسكي للأوركسترا (1968)
- دراما للكمان والتشيلو والبيانو (1970-1971)
- تأمل التشيلو والبيانو (1972)
- الرباعية الوترية رقم 1 (1974)
- ثلاثة عشر أغنية استرادا (1973-1975)
- أغاني هادئة (أغاني صامتة) بعد بوشكين، ليرمونتوف، كيتس، يسينين، شيفتشينكو، وآخرون. للباريتون والبيانو (1974-1975)
- السمفونية رقم 4 للآلات والأوتار النحاسية (1976)
- Kitsch-Music ، دورة من خمس قطع للبيانو (1977)
- موسيقى الغابة بعد G. Aigi للقرن السوبرانو والبيانو (1977-1978)
- Postludium للكمان المنفرد (1981)
- Postludium للتشيلو والبيانو (1982)
- السمفونية رقم 5 (1980-1982)
- قصيدة للعندليب ، كانتاتا مع نص لجون كيتس للسوبرانو والأوركسترا الصغيرة (1983)
- Postludium للبيانو والأوركسترا (1984)
- الرباعية الوترية رقم 2 (1988)
- Widmung (التفاني)، سيمفونية للكمان والأوركسترا (1990-1991)
- Metamusic ، قصيدة سيمفونية للبيانو والأوركسترا (1992)
- السمفونية رقم 6 (1994-1995)
- الرسول للمركب، البيانو وأوركسترا الوتر (1996-1997)
- قداس لاريسا للجوقة والأوركسترا (1997-1999)
- مرثية للبيانو وأوركسترا الوتر (1999)
- مرثية LB للفيولا (أو التشيلو) والبيانو (1999)
- غناء الخريف لأوركسترا الحجرة (2000)
- قداس (2000)
- ترنيمة 2001 (2001)
- سيمفوني رقم 7 (2002-2003)
- لاكريموسا للفيولا (أو التشيلو) منفرد (2004)
- تم عرض 5 أغانٍ مقدسة لجوقة SATB في العالم لأول مرة في أيرلندا في 24 سبتمبر 2009 (2008) جمعية لاوث للموسيقى المعاصرة
- تم عرض 5 مقطوعات جديدة للكمان والبيانو في العالم في أيرلندا في 24 سبتمبر 2009 (2009) جمعية لاوث للموسيقى المعاصرة
- الرباعية الوترية رقم 3 (2011)
- السمفونية رقم 8 (2012-2013)
- السمفونية رقم 9 (2019)

سجل سيفلستروف أيضاً 10 ألبومات على ملصق تسجيلات نسخة الموسيقى المعاصرة. 

## روابط إضافية
- السيرة الذاتية والعروض والأقراص وفهرس العمل على موقع Schott Music
- مقال قصير يشرح بالتفصيل حياة ف. سيلفستروف ومكانته في الموسيقى الكلاسيكية الحديثة، بقلم مجلة ستايلس نسخة محفوظة 22 فبراير 2005 على موقع واي باك مشين.
- سيرة ذاتية قصيرة وقائمة أعمال في صفحة الملحن السوفيتي